# Энергетика Ставропольского края
Энергетика Ставропольского края — сектор экономики региона, обеспечивающий производство, транспортировку и сбыт электрической и тепловой энергии. По состоянию на сентябрь 2021 года, на территории Ставропольского края эксплуатировались 22 электростанций общей мощностью 4506,45 МВт, в том числе десять ГЭС, одна солнечная электростанция, восемь тепловых электростанций и три ветряные электростанции (Кочубеевская, Кармалиновская и Бондаревская ВЭС). В 2019 году они произвели 14 690 млн кВт·ч электроэнергии (с учетом Кубанских ГЭС-1, ГЭС-2 и ГАЭС, находящихся на территории Карачаево-Черкесии, но организационно входящих в Ставропольскую энергосистему).

## История
Первая небольшая электростанция в Ставрополе была построена инженером Павлом Черновым в его доме в январе 1897 года. в том же году купцом Георгием Ивановым была построена более крупная электростанция, ее оборудование включало в себя два дизельных двигателя мощностью по 100 л. с. каждый. Эта электростанция, в 1908 году перешедшая в собственность города, получила статус основной городской электростанции, неоднократно расширялась и модернизировалась, и эксплуатировалась ориентировочно до 1960-х годов. Мелкие электростанции в дореволюционный период были построены в Георгиевске, Петровском, Александровске и ряде других населенных пунктов региона.
В 1903 году на реке Подкумок в Ессентуках была введена в эксплуатацию гидроэлектростанция «Белый Уголь» мощностью 990 л. с., считающаяся первой промышленной гидроэлектростанцией России. Пуск этой станции, а также Минералводской тепловой электростанции мощностью 664 кВт, позволил электрифицировать район Кавказских Минеральных Вод, в частности пустить Пятигорский трамвай. В 1913 году была введена в эксплуатацию Пятигорская дизельная электростанция мощностью 800 л. с., которая в том же году при помощи линии электропередачи напряжением 8 кВ была объединена с ГЭС «Белый Уголь». Это был первый в России опыт параллельной работы тепловой и гидравлической электростанций, прообраз современных энергосистем. Гидроэлектростанция «Белый Уголь» эксплуатировалась до 1977 года, в настоящее время в здании ГЭС размещён музей. В 1916 году в Кисловодске была пущена дизельная электростанция мощностью 210 кВт.
В 1935 году в Кисловодске была построена Центральная электростанция, ныне известная как Кисловодская ТЭЦ. Изначально её оборудование включало в себя два турбоагрегата мощностью по 650 кВт и три паровых котла, в 1938 году был пущен ещё один турбоагрегат мощностью 4 МВт. В 1936 году, после ввода в эксплуатацию в Кабардино-Балкарии Баксанской ГЭС, от нее была проведена на Ставрополье первая линия электропередачи напряжением 110 кВ. Начинается формирование энергосистемы Ставропольского края. 25 октября 1940 года организуется Баксанский Энергокомбинат в составе Баксанской ГЭС, Кисловодской ТЭЦ и электрических сетей. В ходе Великой Отечественной войны электростанции и электрические сети региона сильно пострадали, но были в короткие сроки восстановлены.
В 1937 году было начато строительство Свистухинской ГЭС, входившей в состав сооружений Невинномысского канала. В годы войны строительство станции было приостановлено, в 1945 году возобновлено, и в 1948 году Свистухинская ГЭС была введена в эксплуатацию. В 1953 году также на Невинномысском канале были введены в эксплуатацию Сенгилеевская ГЭС и Новотроицкая ГЭС, в 1954 году пущены малые Орловская ГЭС и Ессентукская ГЭС. В 1958 году было начато строительство ТЭЦ при Невинномысском азотно-туковом заводе (ныне — Невинномысская ГРЭС), в 1960 году был пущен первый турбоагрегат станции. В том же году Невинномысская ГРЭС была выведена из состава завода и в дальнейшем неоднократно расширялась, в 1961 году она достигла мощности 100 МВт (три турбоагрегата), в 1970 году после строительства шести энергоблоков — 1060 МВт. Для выдачи мощности станции была построена первая в Ставропольском крае линия электропередачи напряжением 330 кВ. В 1957 году Баксанский энергокомбинат переименовывается в Ставропольский энергокомбинат, который в 1961 году, в свою очередь, реорганизуется в районное энергетическое управление (РЭУ) «Ставропольэнерго». В 1962 году вводится в эксплуатацию Егорлыкская ГЭС мощностью 30 МВт — крупнейшая на тот момент гидроэлектростанция региона.
В 1957 году начинается строительство Большого Ставропольского канала, в составе которого было запроектировано создание нескольких гидроэлектростанций. В 1970 году была введена в эксплуатацию Кубанская ГЭС-4, в 1971 году — Кубанская ГЭС-3. В 1972 году на Невинномысской ГРЭС была введена в эксплуатацию экспериментальная парогазовая установка ПГУ-170 (одна из первых в СССР), которая работала до 2015 года. В 1971 году были начаты подготовительные работы по строительству Ставропольской ГРЭС, энергоблоки станции были пущены в 1975—1983 годах, в результате Ставропольская ГРЭС достигла мощности 2423 МВт, став крупнейшей электростанцией региона.
После завершения строительства Ставропольской ГРЭС в течение долгого времени новых мощностей в энергосистеме Ставропольского края не вводилось. В 2008 году была построена небольшая блок-станция завода «Кавминстекло», основной объем ввода новых мощностей пришёлся на 2010-е годы. В 2011 году были пущены Егорлыкская ГЭС-2 и новый парогазовый энергоблок (ПГУ-410) на Невинномысской ГРЭС, в 2013 году — ГПА-ТЭЦ «Запикетная», в 2015 году — Будённовская ТЭС. В 2019 году была введена в эксплуатацию первая солнечная электростанция региона — Старомарьевская СЭС, в 2020 году — Барсучковская МГЭС, в 2021 — первая ветроэлектростанция, Кочубеевская ВЭС. Ближайшие перспективы электроэнергетики Ставропольского края связаны с развитием возобновляемой энергетики — ведётся строительство Просянской МГЭС, Горько-Балковской МГЭС, Бондаревской ВЭС, Кармалиновской ВЭС, Грачёвской ВЭС, запланировано сооружение Благодарной ВЭС, Светлоградской ВЭС, Солнечнодольской ВЭС, Беломечетской ВЭС, а также солнечной электростанции мощностью 5,6 МВт.

## Генерация электроэнергии
По состоянию на октябрь 2020 года, на территории Ставропольского края эксплуатировались 18 электростанций общей мощностью 4501,2 МВт. В их числе девять гидроэлектростанций — Кубанские ГЭС-3 и ГЭС-4, Свистухинская ГЭС, Сенгилеевская ГЭС, Егорлыкские ГЭС и ГЭС-2, Новотроицкая ГЭС, Орловская ГЭС и Ессентукская ГЭС, одна солнечная электростанция — Старомарьевская СЭС, восемь тепловых электростанций — Ставропольская ГРЭС, Невинномысская ГРЭС, Будённовская ТЭС, Кисловодская ТЭЦ, ГПА-ТЭЦ «Запикетная», Лермонтовская ТЭЦ, ТЭЦ в г. Изобильный, ГПУ АО «Кавминстекло».

### Кубанская ГЭС-3
Расположена у пос. Каскадный Андроповского района, на Большом Ставропольском канале. Крупнейшая гидроэлектростанция Ставропольского края. Гидроагрегаты станции введены в эксплуатацию в 1971—1972 годах. Установленная мощность станции — 87 МВт, среднемноголетняя выработка электроэнергии — 195 млн кВт·ч. В здании ГЭС установлены 3 гидроагрегата мощностью по 29 МВт. Принадлежит ПАО «РусГидро» (филиал Каскад Кубанских ГЭС).

### Кубанская ГЭС-4
Расположена в Кочубеевском районе, у г. Невинномысска, на Большом Ставропольском канале. Гидроагрегаты станции введены в эксплуатацию в 1970 году. Установленная мощность станции — 78 МВт, среднемноголетняя выработка электроэнергии — 181,5 млн кВт·ч. В здании ГЭС установлены 3 гидроагрегата мощностью по 26 МВт. Принадлежит ПАО «РусГидро» (филиал Каскад Кубанских ГЭС).

### Свистухинская ГЭС
Расположена у пос. Свистуха Кочубеевского района, на Невинномысском канале. Гидроагрегаты станции введены в эксплуатацию в 1948—1954 годах. Установленная мощность станции — 11,8 МВт, среднемноголетняя выработка электроэнергии — 55,9 млн кВт·ч. В здании ГЭС установлены 4 гидроагрегата, два мощностью по 2,5 МВт и два — по 3,38 МВт. Принадлежит ПАО «РусГидро» (филиал Каскад Кубанских ГЭС).

### Сенгилеевская ГЭС
Расположена у пос. Приозёрный Шпаковского района, на Невинномысском канале. Гидроагрегаты станции введены в эксплуатацию в 1953—1954 годах. Установленная мощность станции — 15 МВт, среднемноголетняя выработка электроэнергии — 71,1 млн кВт·ч. В здании ГЭС установлены 3 гидроагрегата, два мощностью по 4,5 МВт и один — 6 МВт. Принадлежит ПАО «РусГидро» (филиал Каскад Кубанских ГЭС).

### Егорлыкская ГЭС
Расположена у с. Сенгилеевское Шпаковского района, на реке Егорлык. Гидроагрегаты станции введены в эксплуатацию в 1962 годах. Установленная мощность станции — 30 МВт, среднемноголетняя выработка электроэнергии — 60,7 млн кВт·ч. В здании ГЭС установлены 2 гидроагрегата мощностью по 15 МВт. Принадлежит ПАО «РусГидро» (филиал Каскад Кубанских ГЭС).

### Егорлыкская ГЭС-2
Расположена у п. Левоегорлыкский Изобильненского района, на реке Егорлык. Гидроагрегаты станции введены в эксплуатацию в 2011 году. Установленная мощность станции — 14,2 МВт, среднемноголетняя выработка электроэнергии — 10,1 млн кВт·ч. В здании ГЭС установлены 4 гидроагрегата мощностью по 3,55 МВт. Принадлежит ПАО «РусГидро» (филиал Каскад Кубанских ГЭС).

### Новотроицкая ГЭС
Расположена у вблизи г. Солнечнодольска Изобильненского района, на реке Егорлык. Гидроагрегаты станции введены в эксплуатацию в 1953 году. Установленная мощность станции — 3,68 МВт, среднемноголетняя выработка электроэнергии — 31 млн кВт·ч. В здании ГЭС установлены 2 гидроагрегата мощностью по 1,84 МВт. Принадлежит ПАО «РусГидро» (филиал Каскад Кубанских ГЭС).

### Барсучковская МГЭС
Расположена в Кочубеевском районе, у г. Невинномысска, на Большом Ставропольском канале (выравнивающее водохранилище Кубанской ГЭС-4). Гидроагрегаты станции введены в эксплуатацию в 2020 году. Установленная мощность станции — 5,25 МВт, среднемноголетняя выработка электроэнергии — 24,7 млн кВт·ч. В здании ГЭС установлены 3 гидроагрегата мощностью по 1,75 МВт. Принадлежит ПАО «РусГидро» (филиал Каскад Кубанских ГЭС).

### Орловская ГЭС
Расположена у села Орловка Кировского района, на канале Малка-Кура. Гидроагрегаты станции введены в эксплуатацию в 1954 году. Установленная мощность станции — 2,4 МВт. В здании ГЭС установлены 3 гидроагрегата мощностью по 0,8 МВт. Принадлежит ПАО «Россети Северный Кавказ».

### Ессентукская ГЭС
Расположена рядом с Ессентуками на реке Подкумок. Гидроагрегаты станции введены в эксплуатацию в 1954 году. Установленная мощность станции — 0,4 МВт. В здании ГЭС установлены 2 гидроагрегата мощностью по 0,2 МВт. Принадлежит ПАО «Россети Северный Кавказ».

### Старомарьевская СЭС
Расположена у с. Старомарьевка Грачёвского района. Введена в эксплуатацию несколькими очередями в 2019—2020 годах. Установленная мощность станции — 100 МВт, фактическая выработка электроэнергии в 2020 году — более 132 млн кВт·ч. Принадлежит ООО «Солар Системс».

### Ставропольская ГРЭС
Расположена в Солнечнодольске Изобильненского района. Крупнейшая тепловая электростанция региона и энергосистемы Юга России в целом. Блочная паротурбинная электростанция, в качестве топлива использует природный газ. Турбоагрегаты станции введены в эксплуатацию в 1975—1983 годах. Установленная электрическая мощность станции — 2423 МВт, тепловая мощность — 145 Гкал/час. Фактическая выработка электроэнергии в 2019 году — 5055 млн кВт·ч. Оборудование станции скомпоновано в восемь идентичных энергоблоков, каждый из которых включает в себя турбоагрегат и котлоагрегат. Принадлежит ПАО «ОГК-2».

### Невинномысская ГРЭС
Расположена в Невинномысске, один из источников теплоснабжения города. Электростанция смешанной конструкции, включает в себя теплофикационную часть, блочную конденсационную часть и парогазовый энергоблок. Турбоагрегаты станции введены в эксплуатацию в 1960—2011 годах. Установленная электрическая мощность станции — 1530,2 МВт, тепловая мощность — 585 Гкал/час. Фактическая выработка электроэнергии в 2019 году — 7097 млн кВт·ч. Оборудование теплофикационной части включает в себя четыре турбоагрегата мощностью 25, 30, 50 и 80 МВт, а также семь котлоагрегатов. Конденсационная часть мощностью 935 МВт состоит из шести энергоблоков, каждый из которых включает в себя один турбоагрегат и один котлоагрегат. Парогазовый энергоблок включат в себя газотурбинную установку мощностью 280,3 МВт, паротурбинный турбоагрегат мощностью 129,9 МВт и котёл-утилизатор. Принадлежит ПАО «Энел Россия».

### Будённовская ТЭС
Расположена в Будённовске. Представляет собой парогазовую электростанцию с комбинированной выработкой электроэнергии и тепла (в виде горячей воды и пара для промышленных целей). Введена в эксплуатацию в 2015 году. Установленная электрическая мощность станции — 153 МВт, тепловая мощность — 115,2 Гкал/час. Основное генерирующее оборудование станции скомпоновано в один энергоблок по принципу дубль-блока (две газовые турбины с котлами-утилизаторами на одну паровую турбину). Оборудование включает в себя две газотурбинных установки мощностью по 59 МВт, два котла-утилизатора и теплофикационную паровую турбину с турбогенератором мощностью 35 МВт. Принадлежит ООО «ЛУКОЙЛ-Ставропольэнерго».

### Кисловодская ТЭЦ
Расположена в Кисловодске, один из источников теплоснабжения города. Паротурбинная теплоэлектроцентраль, в качестве топлива использует природный газ. Турбоагрегат станции введён в эксплуатацию в 1996 году, при этом сама станция эксплуатируется с 1935 года, являясь старейшей ныне действующей электростанцией региона. Установленная электрическая мощность станции — 6 МВт, тепловая мощность — 95 Гкал/час. Оборудование станции включает в себя один турбоагрегат, два котлоагрегата и два водогрейных котла. В 2020-2022 годах станция проходит модернизацию с установкой двух газопоршневых аппаратов общей мощностью 6 МВт. Принадлежит ООО «Лукойл-Ставропольэнерго».

### ГПА-ТЭЦ «Запикетная»
Расположена в г. Кисловодске, один из источников теплоснабжения города. Газопоршневая теплоэлектроцентраль, построенная на базе водогрейной котельной, в качестве топлива использует природный газ. Как электростанция эксплуатируется с 2013 года. Установленная электрическая мощность станции — 5,25 МВт, тепловая мощность — 44,89 Гкал/час. Оборудование станции включает в себя три газопоршневых агрегата мощностью по 1,75 МВт, три котла-утилизатора и два водогрейных котла. Принадлежит ООО «Лукойл-Ставропольэнерго».

### Лермонтовская ТЭЦ
Расположена в г. Лермонтов, основной источник теплоснабжения города. Паротурбинная теплоэлектроцентраль, в качестве топлива использует природный газ. Установленная электрическая мощность станции — 22 МВт, тепловая мощность — 202 Гкал/час. Оборудование станции включает в себя четыре турбоагрегата, шесть котлоагрегатов и три водогрейных котла. Принадлежит ЗАО «Южная Энергетическая Компания».

### ТЭЦ в г.Изобильный
Также именуется ТЭЦ ОАО «Ставропольсахар». Обеспечивает энергоснабжение сахарного завода (блок-станция), а также является одним из источников теплоснабжения города. Паротурбинная теплоэлектроцентраль, в качестве топлива использует природный газ. Установленная электрическая мощность станции — 12 МВт, тепловая мощность — 129 Гкал/час. Оборудование станции включает в себя два турбоагрегата и три котлоагрегата. Принадлежит ОАО «Ставропольсахар».

### ГПУ АО «Кавминстекло»
Расположена в г. Минеральные Воды. Обеспечивает энергоснабжение завода по производству стеклянной тары (блок-станция). Газопоршневая когенерационная установка, в качестве топлива использует природный газ. Введена в эксплуатацию в 2008 году. Установленная электрическая мощность станции — 7,3 МВт. Оборудование станции включает в себя четыре газопоршневых агрегата мощностью по 1,825 МВт с котлами-утилизаторами.

### Кочубеевская ВЭС
Введена в строй в январе 2021 года. Расположена в Кочубеевском районе. Принадлежит АО «НоваВинд» (входит в ГК «Росатом»). Это самая мощная ВЭС в России — установленная мощность 210 МВт

### Кармалиновская ВЭС
Введена в строй в апреле 2021 года. Расположена на территории Новоалександровского городского округа. Суммарная установленная мощность ветроэлектростанции составляет 60 МВт.

### Бондаревская ВЭС
Введена в строй 1 сентября 2021 года. Расположена на территории Ипатовского городского округа. Имеет установленную мощность 120 МВт и состоит из 48 ветроэнергетических установок.

## Потребление электроэнергии
Потребление электроэнергии в Ставропольском крае (с учётом потребления на собственные нужды электростанций и потерь в сетях) в 2019 году составило 10 355 млн кВт·ч, максимум нагрузки — 1592 МВт. Таким образом, Ставропольский край является энергоизбыточным регионом. В структуре потребления электроэнергии в регионе по состоянию на 2019 год лидируют промышленность — 43 %, потребление населением составляет 21 %. Крупнейшие потребители электроэнергии (по итогам 2019 года): АО «Невинномысский Азот» — 1057 млн кВт·ч, ООО «Ставролен» — 416 млн кВт·ч, ООО «РН-Ставропольнефтегаз» — 233 млн кВт·ч. Функции гарантирующего поставщика электроэнергии выполняет ПАО «Ставропольэнергосбыт».

## Электросетевой комплекс
Энергосистема Ставропольского края входит в ЕЭС России, являясь частью Объединённой энергосистемы Юга, находится в операционной зоне филиала АО «СО ЕЭС» — «Региональное диспетчерское управление энергосистем республик Северного Кавказа и Ставропольского края» (Северокавказское РДУ). Энергосистема региона связана с энергосистемами Краснодарского края по двум ВЛ 500 кВ, трём ВЛ 330 кВ, и двум ВЛ 110 кВ, Ростовской области по двум ВЛ 500 кВ, Дагестана по одной ВЛ 330 кВ, одной ВЛ 110 кВ и одной ВЛ 35 кВ, Калмыкии по четырём ВЛ 110 кВ и одной ВЛ 35 кВ, Кабардино-Балкарии по трём ВЛ 330 кВ, четырём ВЛ 110 кВ и четырём ВЛ 35 кВ, Карачаево-Черкесии по четырём ВЛ 330 кВ, семи ВЛ 110 кВ и четырём ВЛ 35 кВ, Чечни по двум ВЛ 110 кВ и одной ВЛ 35 кВ, Северной Осетии по одной ВЛ 500 кВ, одной ВЛ 330 кВ, одной ВЛ 110 кВ и одной ВЛ 35 кВ.
Общая протяженность линий электропередачи напряжением 110—500 кВ составляет 6546,7 км, в том числе линий электропередачи напряжением 500 кВ — 755,5 км, 330 кВ — 981,9 км, 110 кВ — 4809,3 км. Магистральные линии электропередачи напряжением 330—500 кВ эксплуатируются филиалом ПАО «ФСК ЕЭС» — «МЭС Юга», распределительные сети напряжением 110 кВ и ниже — филиалом ПАО «Россети Северный Кавказ» — «Ставропольэнерго» (в основном) и территориальными сетевыми организациями.